# Marks & Spencer
Marks & Spencer, ve zkratce M&S, je anglická maloobchodní globální módní značka a oděvní firma, sídlící v Londýně ve Velké Británii. Mimo oblečení se také zaměřuje na prodej potravin a domácích doplňků. Společnost má přes 700 prodejen ve Spojeném království a přes 300 prodejen ve více než 40 zemích světa. Obrat v roce 2009 činil 9 062 milionů liber.

## Historie

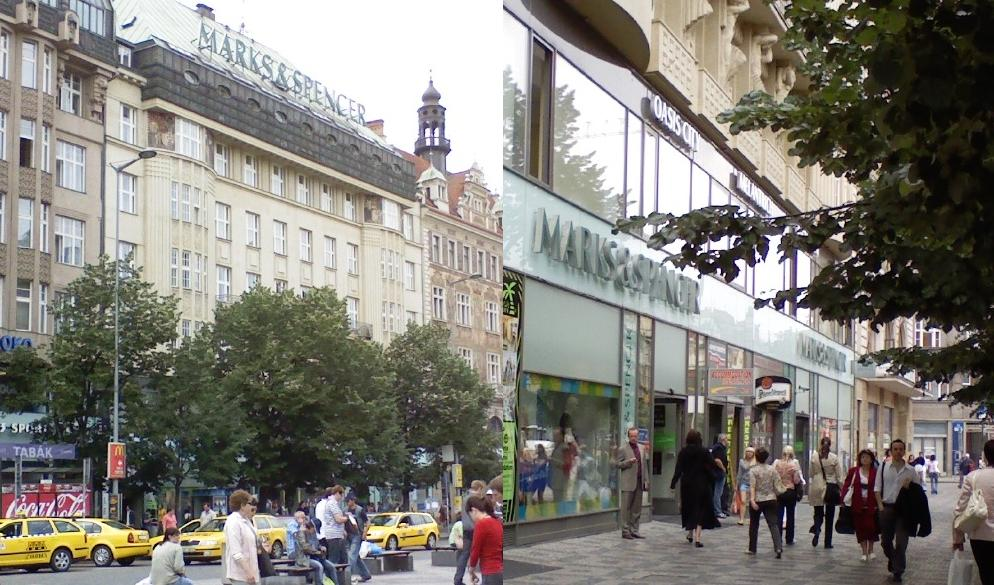
Prodejna M & S v Praze na Václavském náměstí

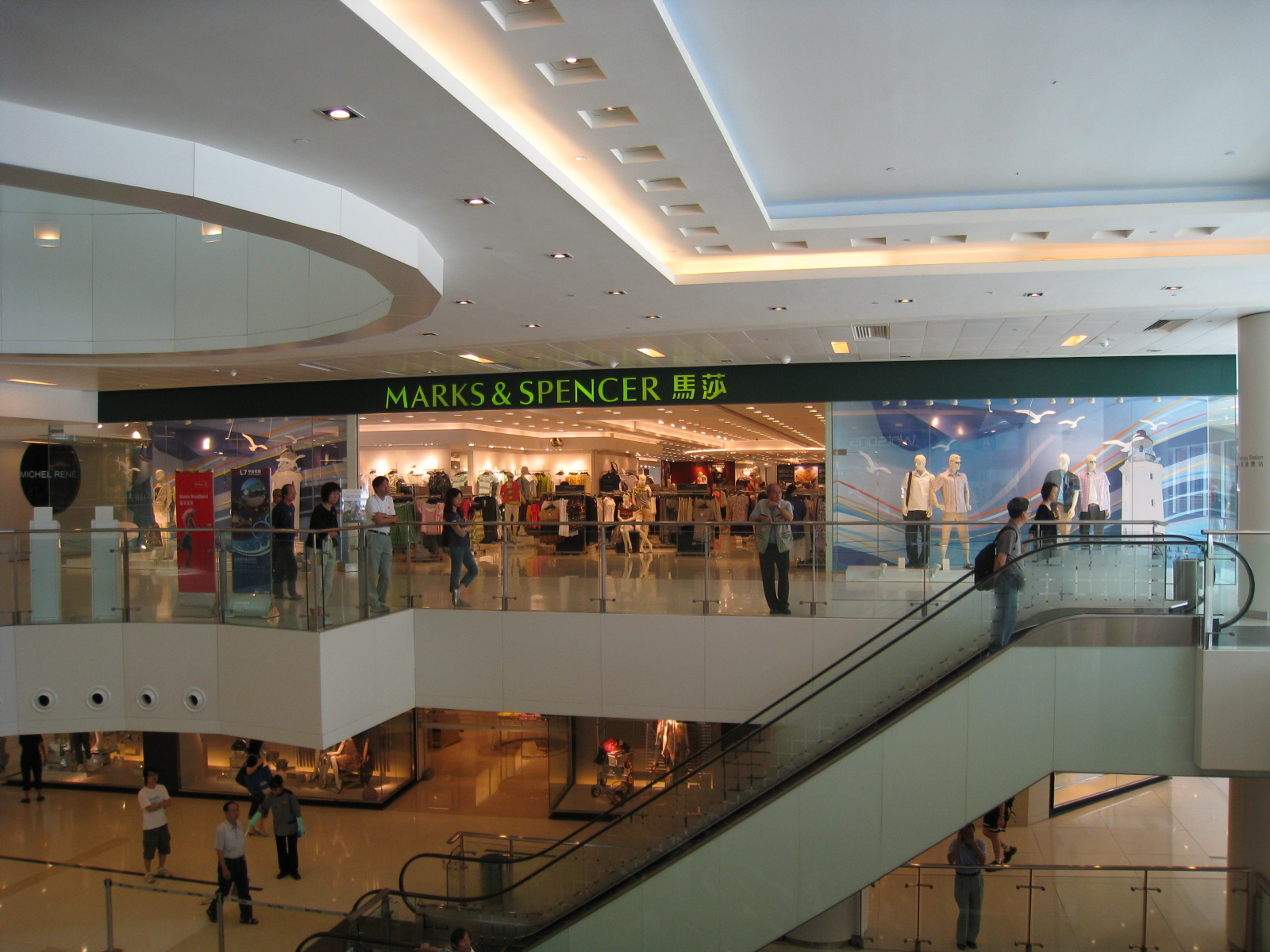
Marks and Spencer v Hongkongu

Společnost založil v roce 1884 v Leedsu ruský přistěhovalec Michael Marks. Poté, co do společnosti vstoupil Thomas Spencer, se přejmenovala na současný název.
Zisky M&S dosáhly svého finančního vrcholu v roce 1997/1998.[zdroj⁠?!] V současnosti je to jedna z největších módních značek na světě.
Spolupráce přináší výsledky – například organizace Greenpeace firmu ocenila jako nejvíce odpovědnou z hlediska nepoužívání geneticky modifikovaných plodin, organizace Přátelé Země firmu ocenila za redukci pesticidů, organizace Marine Conservation Society za odpovědný přístup k rybolovu[zdroj⁠?!] a organizace Accountability/Insight Ivestment za pracovní podmínky zaměstnanců.[zdroj⁠?!]

## Prodejny v ČR
- Brno OC Olympia
- České Budějovice
- Liberec OC Nisa
- Karlovy Vary OC Varyáda
- Ostrava Avion OC
- Olomouc Galerie Šantovka
- Plzeň OC Olympia
- Praha OC Černý Most
- Praha Melantrich
- Praha centrum DBK
- Praha Zličín
- Praha OC Chodov
- Praha OC Nový Smíchov
- Praha OC Palladium
- Praha OC Fénix